# Rat der Weisen zur Zukunft Europas
Der Rat der Weisen zur Zukunft Europas war eine Reflexionsgruppe innerhalb der Europäischen Union.
Sie wurde am 14. Dezember 2007 unter dem Namen Horizont 2020–2030 eingesetzt, um auf Basis der Herausforderungen aus der Berliner Erklärung vom 25. März 2007 Kernthemen für die Europäische Union sowie eine Strategie für den Umgang mit ihnen zu bestimmen. Dazu zählten: wirtschaftlicher Erfolg, soziale Verantwortung, Verbesserung der Wettbewerbsfähigkeit, Rechtsstaatlichkeit, nachhaltige Entwicklung, weltweite Stabilität, Migration, Energie und Klimaschutz sowie die Bekämpfung der Unsicherheit in der Welt, der internationalen Kriminalität und des Terrorismus. Ein besonderer Augenmerk sollte auf einem besseren Kontakt mit den Bürgerinnen und Bürgern liegen. Ursprünglich sollte das von Frankreichs Präsident Nicolas Sarkozy eingerichtete Gremium zur Zeit des Streits um eine mögliche EU-Mitgliedschaft der Türkei lediglich die Grenzen Europas bestimmen. Im später ausgeweiteten Mandat wurde explizit festgelegt, dass die Gruppe keine Diskussion über neue Vertragsänderungen führen solle.
Den Vorsitz führten Felipe González mit seinen Stellvertretern Vaira Vīķe-Freiberga und Jorma Ollila. Weitere Mitglieder des Rates waren Lech Wałęsa, Mario Monti, Richard Lambert, Lykke Friis, Nicole Notat, Wolfgang Schuster, Rainer Münz, Rem Koolhaas und Kalypso Nicolaidis. Generalsekretär war Žiga Turk.
Am 8. Mai 2010 überreichte der Rat seinen Bericht an den EU-Ratspräsidenten Herman Van Rompuy.